# Feld- und Industriebahnmuseum Freiland
| Feld- und Industriebahnmuseum Freiland | Feld- und Industriebahnmuseum Freiland |
| -------------------------------------- | -------------------------------------- |
| DEMAG-Lokomotive mit Bergbauhunten     |                                        |
| Lageplan mit Streckenverlauf           |                                        |
| Streckenlänge:                         | 0,5 km                                 |
| Spurweite:                             | 600, 700 und 760 mm                    |
|                                        |                                        |

Das Feld- und Industriebahnmuseum Freiland (kurz FIM) ist ein Eisenbahnmuseum in Freiland, einem Ortsteil von Türnitz in Niederösterreich. Träger des Museums ist der Verein Feld- und Industriebahnmuseum. Es wird nur von ehrenamtlichen Mitarbeitern betreut.

## Sammlung und Geschichte
Auf 500 Meter Gleisanlagen mit Spurweiten von 600, 700 und 760 Millimeter wird die Entwicklung der schmalspurigen Feldbahnen und Industriebahnen von Ende des 19. Jahrhunderts bis in die Gegenwart dargestellt. Das ausgestellte rollende Material umfasst 50 teilweise betriebsfähige Lokomotiven sowie 180 Wagen. Eines der Exponate ist eine betriebsfähige Feldbahnlokomotive von Orenstein & Koppel aus dem Jahr 1899. Daneben werden diverse Weichenbauformen, Drehscheiben oder Drei- und Vierschienengleise gezeigt.
Es werden wechselnde Sonderausstellungen kuratiert, die sich mit speziellen Feldbahnthemen befassen, wie Bahnen in Spitälern oder Ziegelwerken etc.
Das Museum wurde 1965 gegründet. Ursprünglich befand es sich in Wien-Hietzing auf einem schmalen Geländestreifen neben der Trasse der Wiener Verbindungsbahn. Da ein weiterer Ausbau hier nicht möglich war, wurde das Museum im Jahr 1983 auf das Gelände einer ehemaligen Pappefabrik gegenüber dem mittlerweile aufgelassenen Bahnhof Freiland an der Bahnstrecke Traisen–Kernhof übersiedelt. Das ehemalige Kesselhaus dient als Werkstatt und Remise für die Fahrzeuge. Unter einem Flugdach kann ein kleiner Teil der Objekte wettergeschützt aufgestellt werden, während der Großteil im Freigelände mit einer Fläche von etwa 4500 Quadratmeter ausgestellt ist.

## Projekte
Im Jahr 2025 wurde bekannt gegeben, dass das Museumsgelände aufgrund von Erfordernissen des Hochwasserschutzes umgestaltet werden muss. Daher muss auch ein großer Teil der Gleisanlagen verlegt werden.
Ein langjährig andauerndes Projekt stellt die Aufarbeitung der Heeresfeldbahndampflok 415 der Kategorie R IIIc dar. Der Verein strebt an, sie in betriebsfähigen Zustand zu bringen.

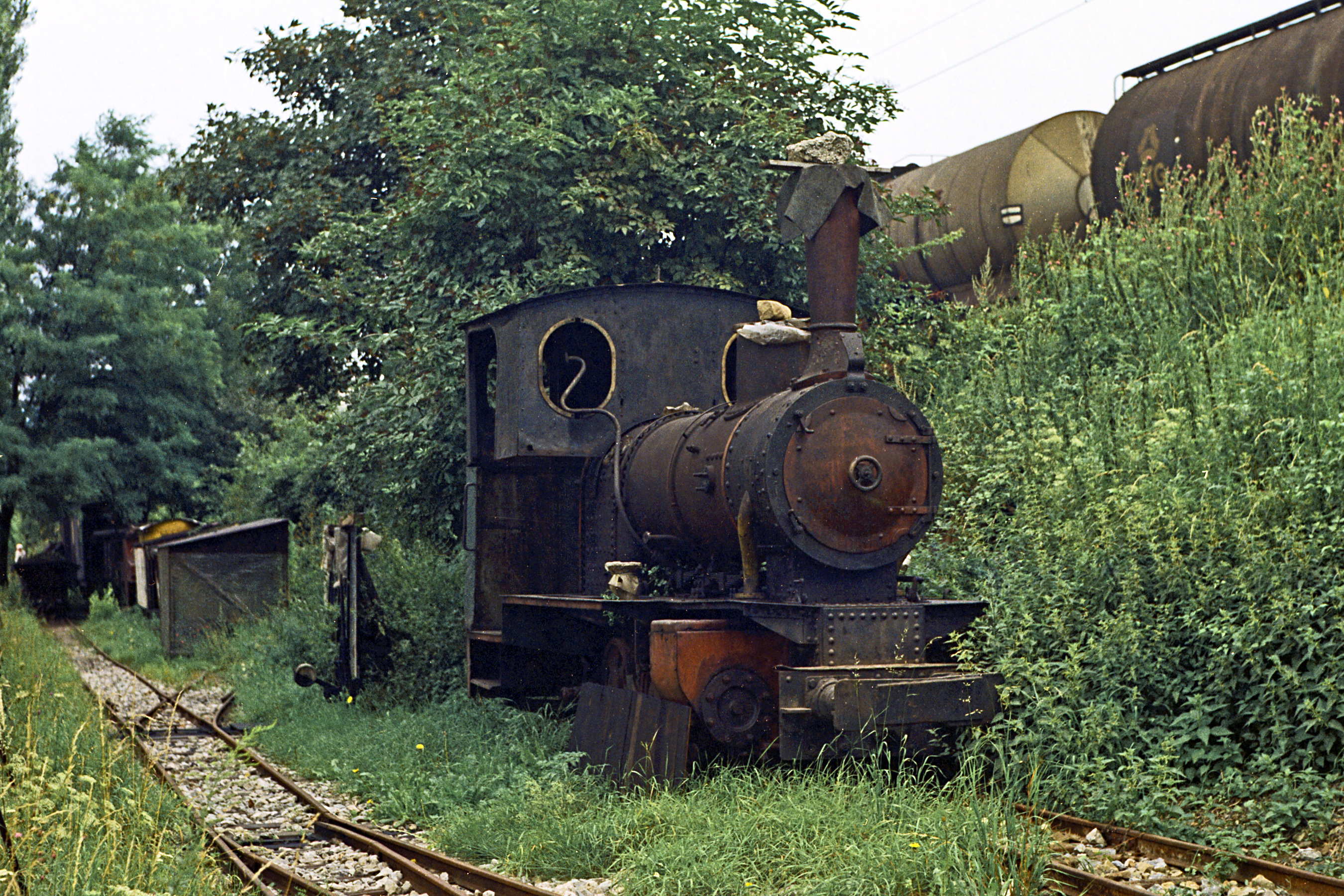
RIIIc 415 am ursprünglichen Museumsstandort in Wien-Hietzing
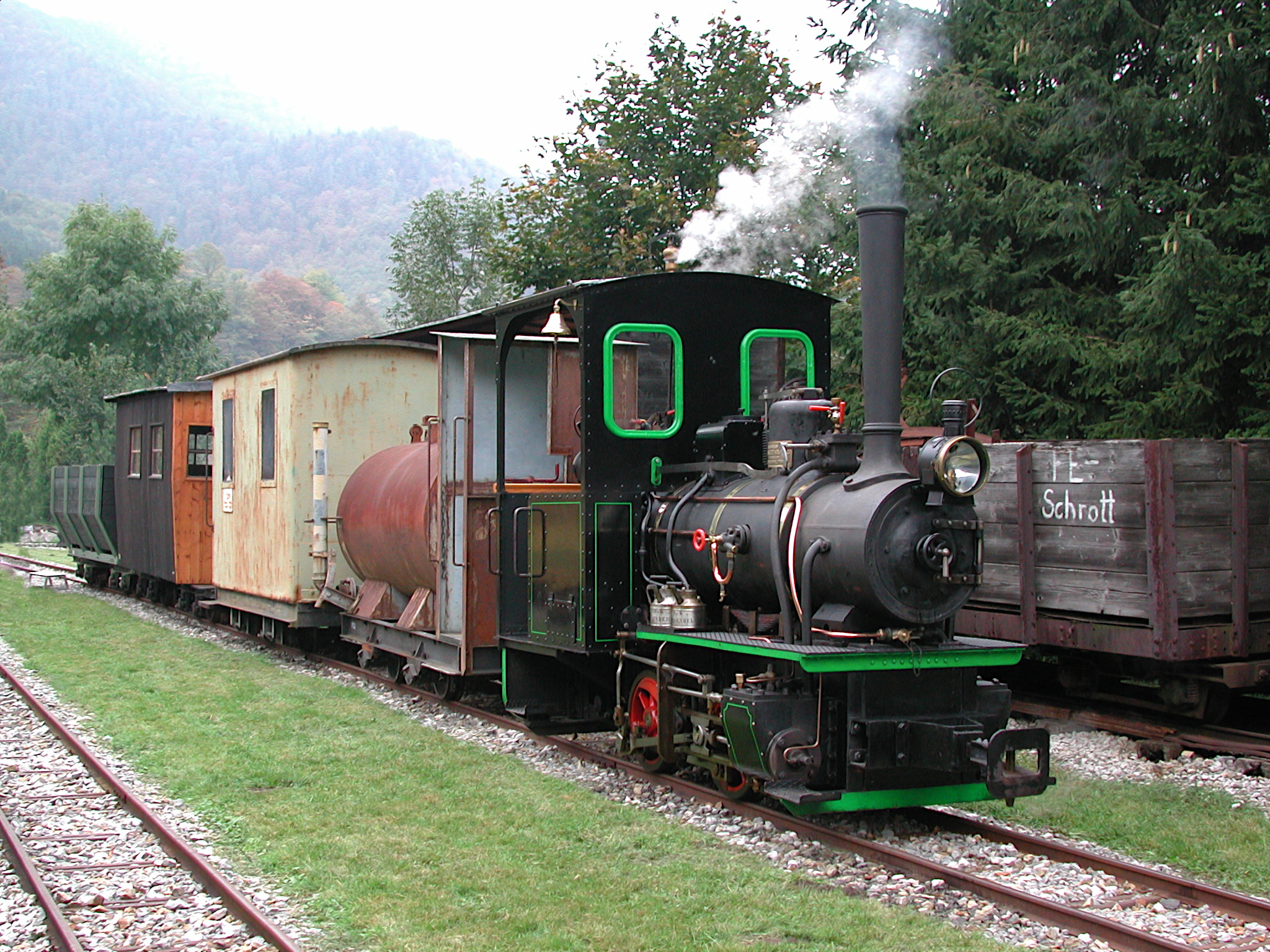
O&K 366 mit Feldbahn-Personenzug
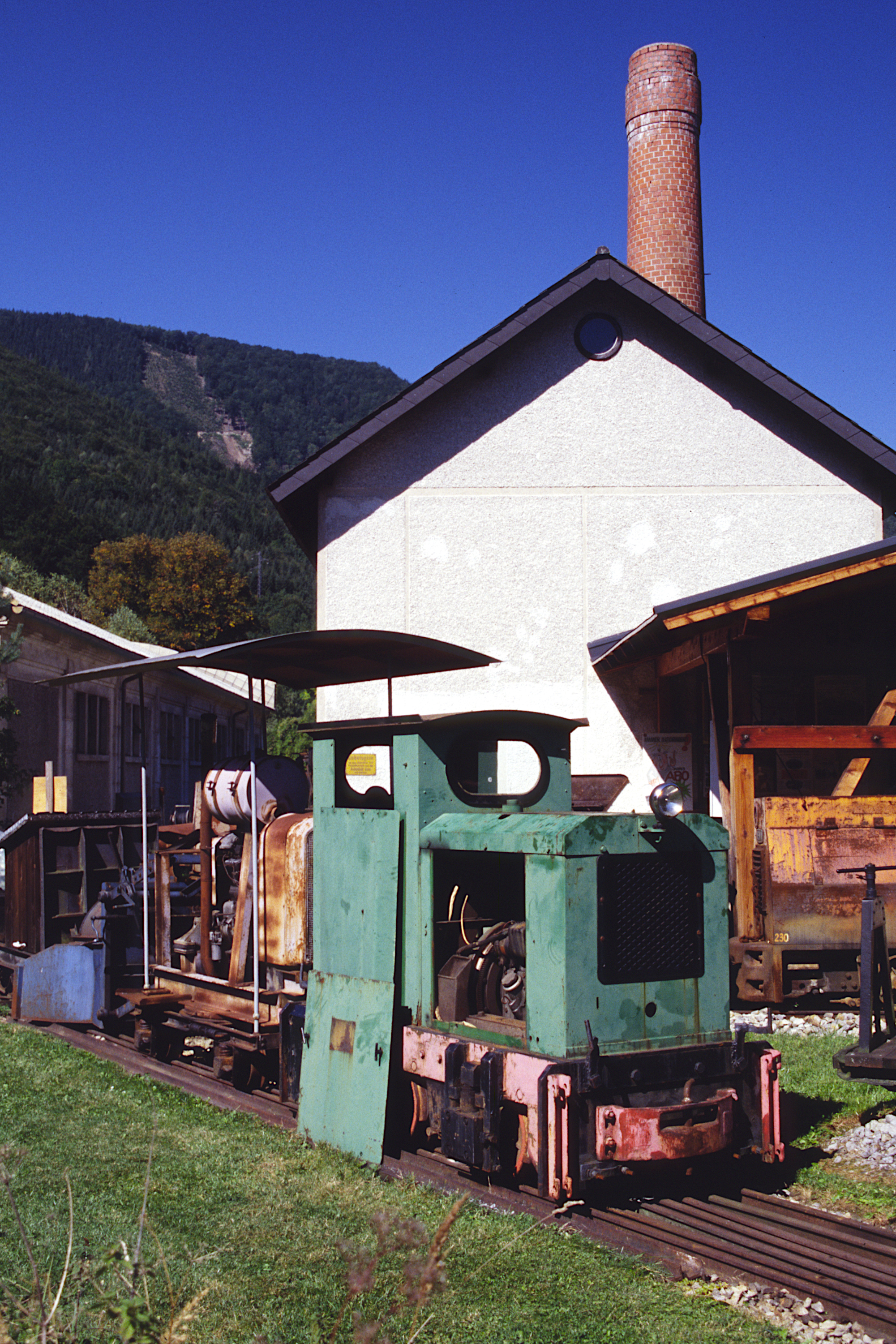
O&K-Diesellok der Waldbahn Lunz-Langau hinter dem alten Kesselhaus
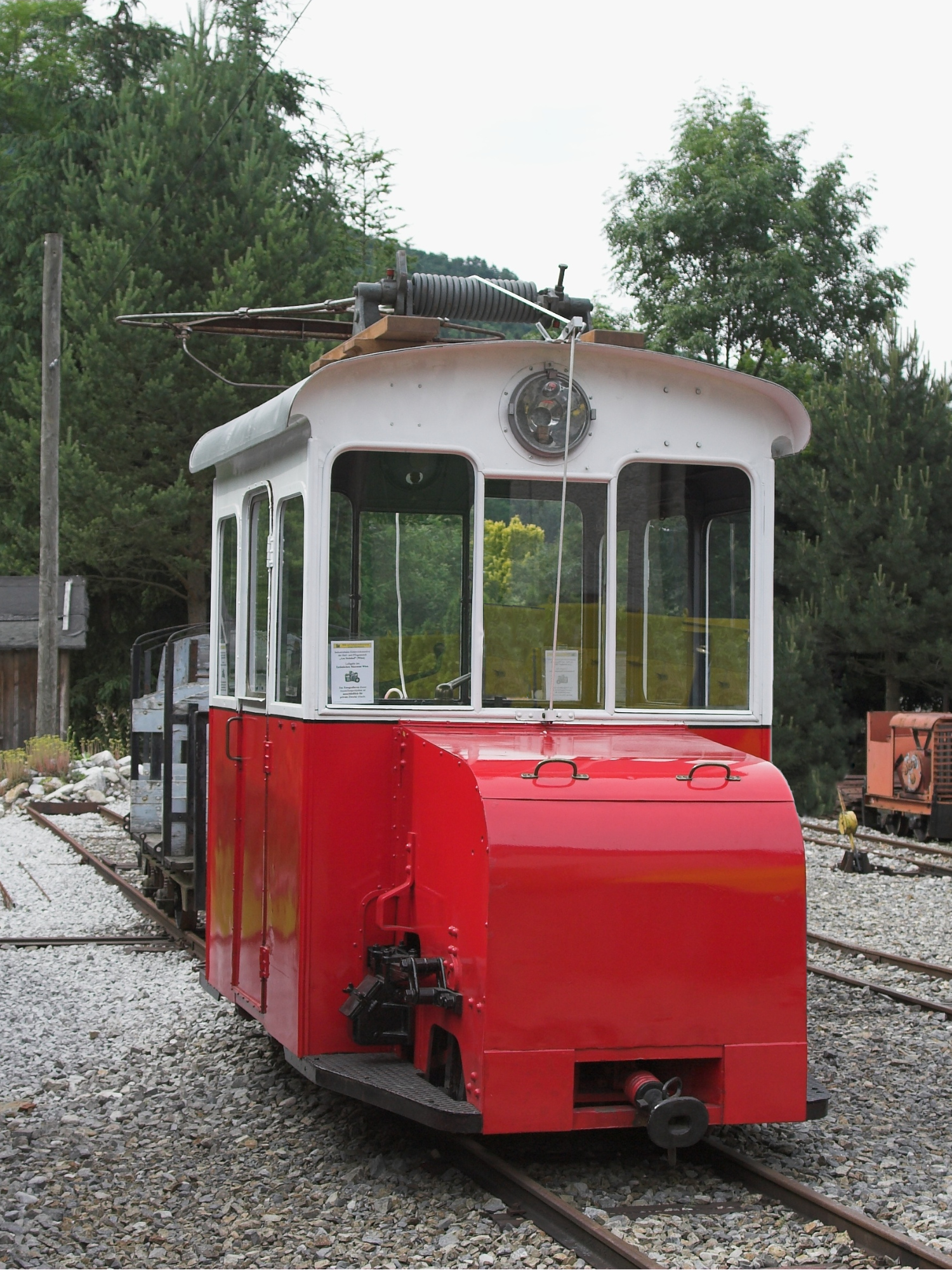
Lokomotive der Anstaltsbahn Steinhof (während einer Sonderausstellung)
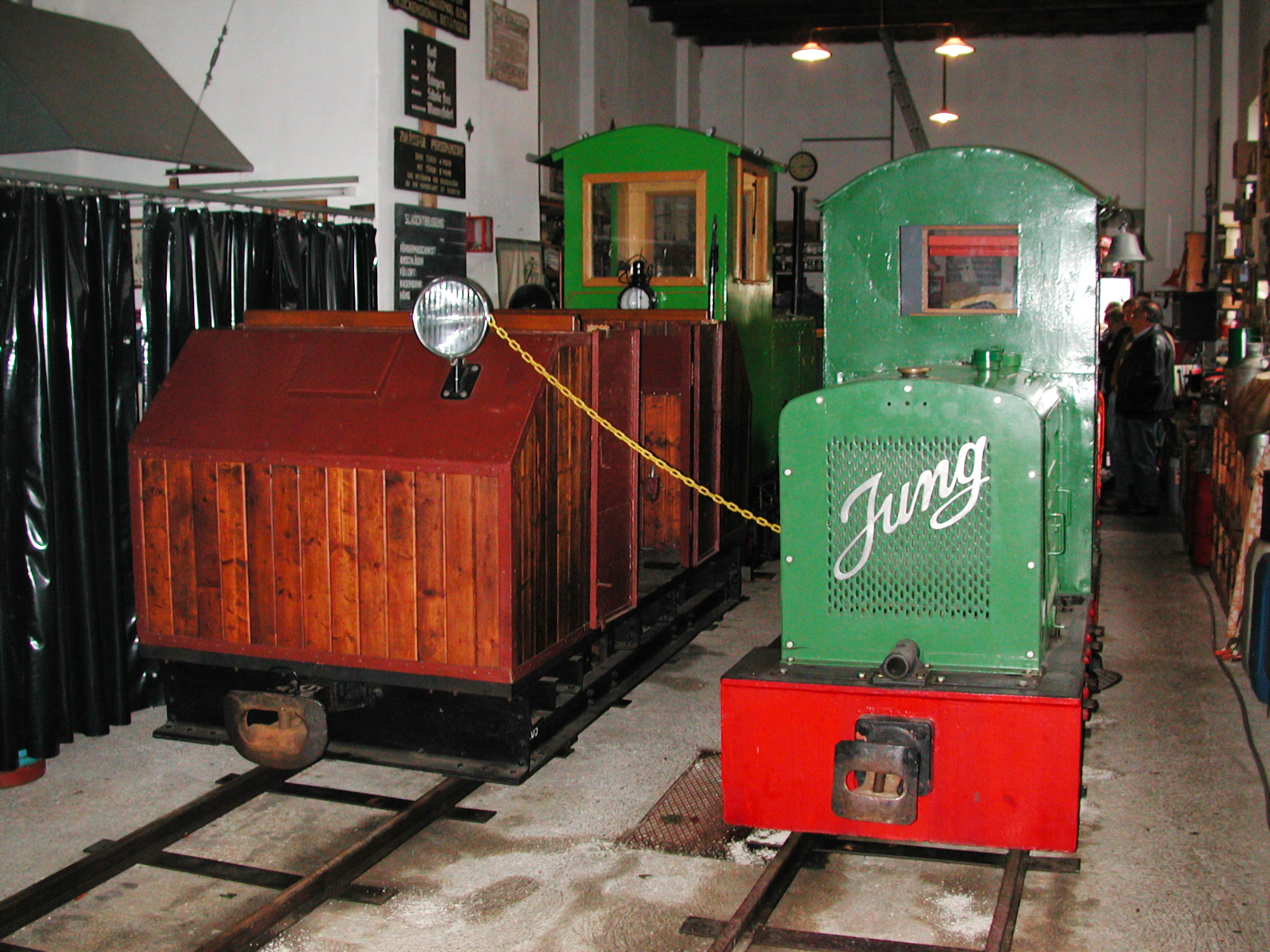
In der Werkstätte: Austro-Daimler- und Jung-Lokomotive